# Alan Cabello
Alan Cabello (ur. 15 lutego 1988) – hiszpański pływak, dwukrotny brązowy medalista mistrzostw Europy (basen 25 m).
Specjalizuje się w pływaniu stylem zmiennym. Jego największym dotychczasowym osiągnięciem jest brązowy medal
mistrzostw Europy na krótkim basenie w Rijece w 2008 roku, w 2009 w Stambule oraz w Eindhoven (2010) w wyścigu na 100 i 200 m stylem zmiennym.